# Ninurta-kudurri-usur II
Ninurta-kudurri-usur II va ser el segon rei de l'anomenada Dinastia E de Babilònia, una barreja de les dinasties VIII, i IX segons algunes fonts, o el primer rei de la dinastia IX. Segons la Llista dels reis de Babilònia el seu regnat va ser curt, d'uns vuit mesos, l'any 943 aC.
No hi ha documents d'aquest rei ni sobre el seu germà Mar-biti-ahhe-iddina que el va succeir. Se sap que va succeir el seu pare, Nabu-mukin-apli i que durant el llarg regnat del seu antecessor, el seu nom apareix en un kudurru que parla d'un títol de propietat. Va ser contemporani del rei d'Assíria Teglatfalassar II. S'han trobat dues inscripcions sobre puntes de fletxa de bronze amb el seu nom, encara que alguns estudiosos les atribueixen al seu homònim Ninurta-kudurri-usur I (987 aC - 986 aC).
Un text babiloni anomenat Crònica religiosa, es podria haver escrit durant el seu regnat, perquè acaba explicant fets que van succeir en època del seu pare, però el text conservat és molt posterior, de l'Imperi Neobabilònic.